# Жонатан Жубер
Жонатан Жубер (фр. Jonathan Joubert, нар. 12 вересня 1979, Мец) — люксембурзький і французький футболіст, воротар клубу «Ф91 Дюделанж» та національної збірної Люксембургу.

## Клубна кар'єра
Народився 12 вересня 1979 року в місті Мец. Вихованець футбольної школи клубу «Мец».
У дорослому футболі дебютував 1996 року виступами за команду «Мец-2», в якій провів два сезони, взявши участь у 14 матчах чемпіонату. 
Своєю грою за цю команду привернув увагу представників тренерського штабу люксембурзького «Гревенмахера», до складу якого приєднався 1999 року. Відіграв за гревенмахерський клуб наступні п'ять сезонів своєї ігрової кар'єри. Більшість часу, проведеного у складі «Гревенмахера», був основним голкіпером команди.
До складу клубу «Ф91 Дюделанж» приєднався 2004 року. Відтоді встиг відіграти за клуб з Дюделанжа 222 матчі в національному чемпіонаті.

## Виступи за збірну
У 2006 році дебютував в офіційних матчах у складі національної збірної Люксембургу. Наразі провів у формі головної команди країни 69 матчів.

## Титули та досягнення
- Чемпіон Люксембургу (14):

«Гревенмахер»: 2003
«Ф91 Дюделанж»: 2005, 2006, 2007, 2008, 2009, 2011, 2012, 2014, 2016, 2017, 2018, 2019, 2022
- Володар Кубка Люксембургу (9):

«Гревенмахер»: 2003
«Ф91 Дюделанж»: 2004, 2006, 2007, 2009, 2012, 2016, 2017, 2019